# Ommatochila
Ommatochila là một chi bướm đêm thuộc họ Erebidae. Hiện tại nó được coi là đồng nghĩa của Abacena.

## Loài
- Ommatochila mundula Zeller, 1872